# Lista de chefes de Estado e de governo que cometeram suicídio
Diversos chefes de Estado e chefes de governo cometeram por suicídio, enquanto estavam no cargo. Os líderes nacionais que morrem por suicídio enquanto estão no poder geralmente o fazem porque sua liderança está de alguma forma ameaçada – por exemplo, por um golpe de Estado ou um exército invasor.

## Antiguidade

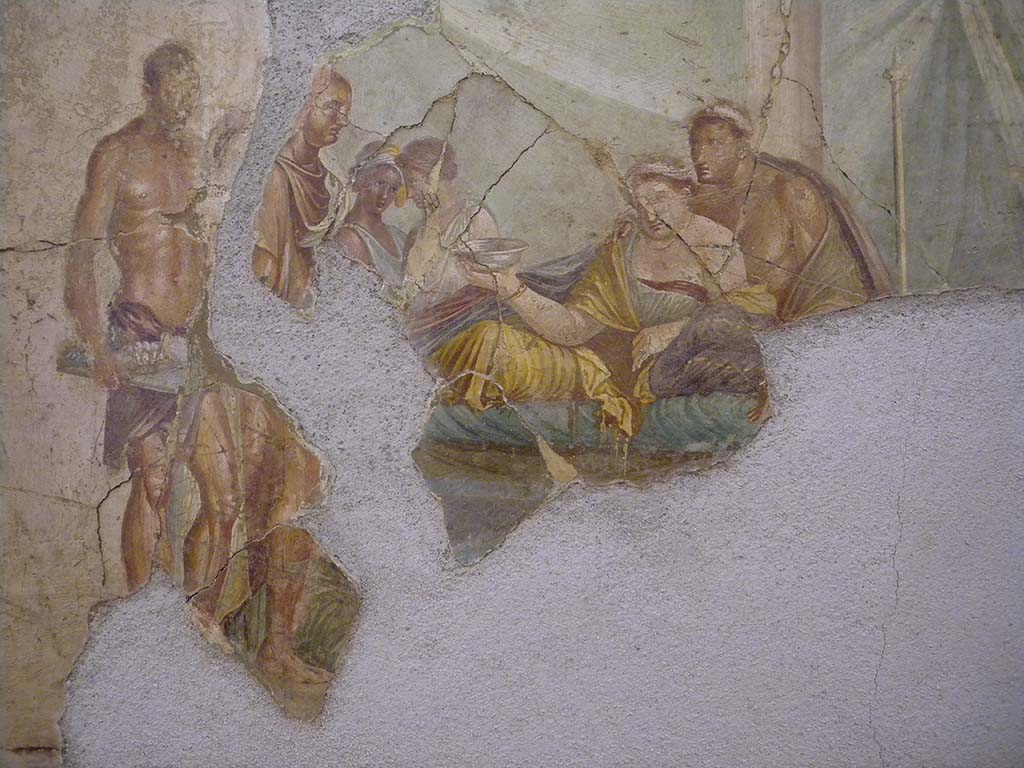
A morte de Cleópatra ocorreu quando a rainha do Egito se deixou picar por uma serpente venenosa.

- 1046 a.C - Zhou, rei da Dinastia Shang; tirou sua vida após iminente derrota contra Jiang Ziya.
- 885 a.C? - Zimri, rei de Israel; tirou sua vida após uma iminente derrota contra os rebeldes de Omri.[1]
- 626 a.C - Cheng, rei da Dinastia Xu; tirou sua vida durante o golpe de Estado do príncipe Shangceng.
- 529 a. C - Ling, rei da Dinastia Xu; tirou sua vida durante o Golpe de Estado do príncipe Qiji.
- 207 a.C - Qi Er Shi, imperador da China; tirou sua vida durante o Golpe de Estado de Zhao Gao.
- 30 a.C - Cleópatra VII, rainha do Egito; deixou-se envenenar por uma cobra com a iminente derrota pelas forças de Otaviano.
- 69 - Otão, imperador romano; se apunhalou durante os ataques de Vitélio.
- 238 - Gordiano I, imperador romano; enforcou-se após saber da morte de seu filho e co-imperador Gordiano II na Batalha de Cartago.[2]
- 300 - Bongsang, rei de Koguryo; tirou sua vida durante uma revolta popular.

## Idade Média
- 552 - Iujiulu Anagui, cã do Canato Rourano; tirou sua vida após uma revolta de Bumim.[3]
- 838 - Huignag, rei de Silla; tirou sua vida após uma derrota iminentede Kim Myeong.[4]
- 937 - Li Congke, imperador da China; tirou sua vida após uma iminente derrota por Taizong de Liao.[5]
- 1234 - Aizong, imperador da China; enforcou-se durante a invasão mongol da China.[6]

## Idade Contemporânea

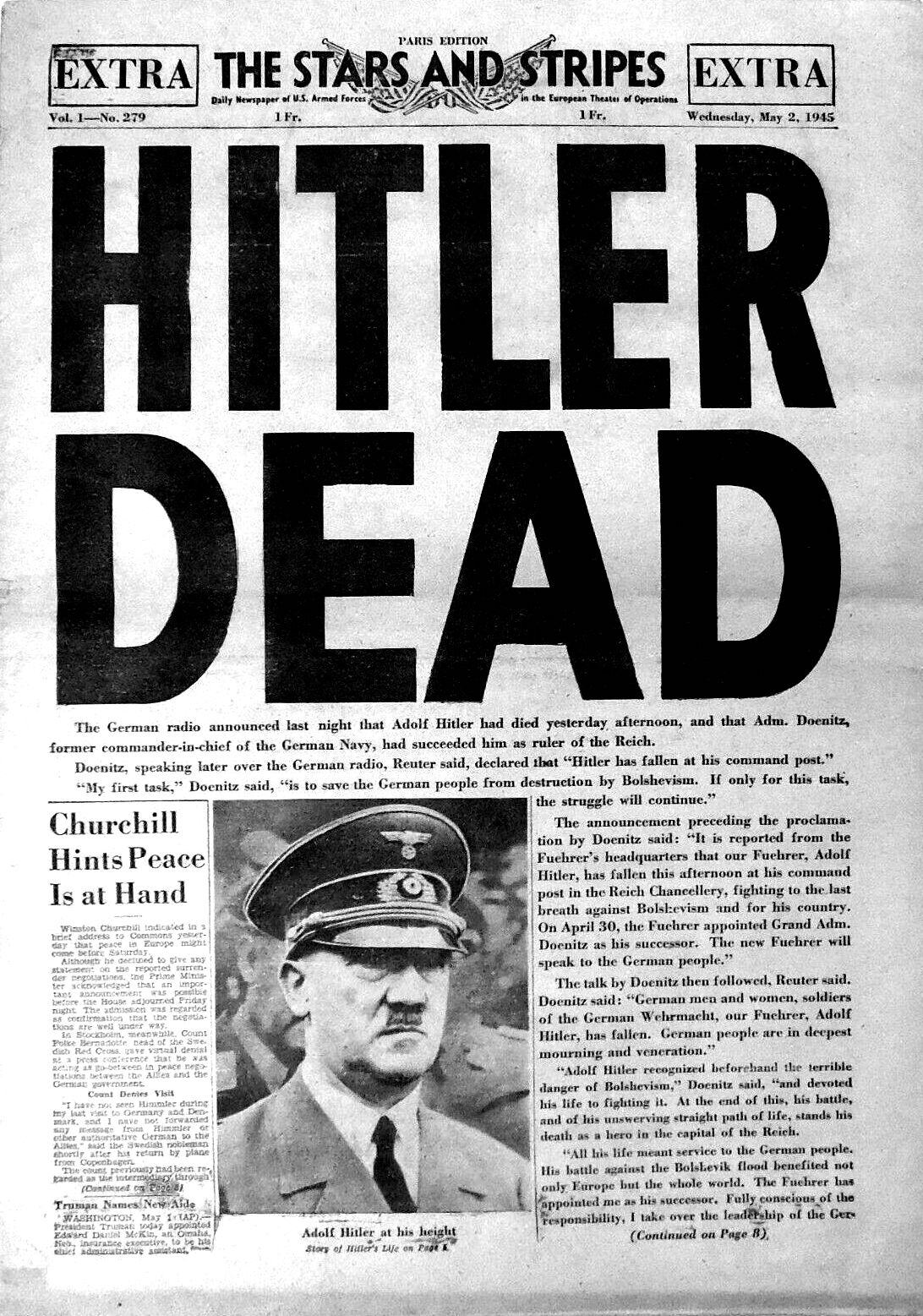
Notícia no jornal americano Stars and Stripes sobre o suicídio de Adolf Hitler.

- 1644 - Chongzhen, imperador da China; provavelmente tenha se enforcado durante os ataques do general Li Zicheng.[7]
- 1820 - Henrique I, rei do Haiti; atirou em si mesmo por sua frágil saúde e pelas diversas conspirações na sua corte.[8]
- 1822 - Hurshid Pasha, grão-vizir do Império Otomano; envenenou-se após fracassar em batalha na Guerra de Independência Grega e provavelmente ser condenado a morte por isso.[9]
- 1868 - Teodoro II, imperador da Etiópia; atirou em si mesmo durante uma expedição britânica por achar que se tratava de uma invasão.[10]
- 1880 - Fridolin Anderwert, membro do Conselho Federal e presidente eleito da Suíça; tirou sua vida após constantes ataques da imprensa e da população sobre sua suposta homossexualidade e seus hábitos alimentares que o levarão a uma severa depressão.[11]
- 1939 - Germán Busch Becerra, presidente da Bolívia; atirou em si mesmo devido a baixa popularidade e conspirações no governo que o poderiam tirar da presidência.[12]
- 1941 - Pál Teleki, primeiro-ministro de Hungria; atirou em si mesmo em meio a crise nervosa por saber que o país estava sob ataque alemão.[13][14]
- 1941 - Aléxandros Korizís; primeiro-ministro da Grécia; atirou em si mesmo durante o ataque alemão na Grécia.
- 1945 - Adolf Hitler; Führer da Alemanha; atirou em si mesmo com a iminente derrota da Alemanha na Segunda Guerra Mundial.[15]
- 1945 - Joseph Goebbels, chanceler da Alemanha; provavelmente tenha atirado em si mesmo ou tenha se envenenado com cianeto com a iminente derrota alemã na Segunda Guerra Mundial. Toda sua família também foi morta.[15]
- 1954 - Getúlio Vargas; presidente do Brasil; atirou em si mesmo devido a forte oposição militar que o poderia tirar da presidência.[16]
- 1973 - Salvador Allende, presidente do Chile; supostamente atirou em si mesmo durante o golpe de Estado de 1973. Embora haja controvérsias sobre isso.[17][18][19]
- 1981 - Mehmet Shehu; primeiro-ministro da Albânia; atirou em si mesmo durante colapso nervoso. Ainda há controvérsias se seria este o verdadeiro motivo ou se foi realmente um suicídio.[20][21]
- 1982 - Antonio Guzmán Fernández, presidente da República Dominicana; atirou em si mesmo devido a alegações de corrupção.[22][23]
- 1988 - Lazarus Salii, presidente do Palau; atirou em si mesmo devido a alegações em corrupção.[24]
- 2001 - Diprendra, rei do Nepal; atirou em si mesmo após massacrar sua família.[25]
- 2019 - Abu Bakr al-Baghdadi; califa do Estado Islâmico do Iraque e Levante; se explodiu após a derrota de sua organização.

## Chefes de Estado e governo que já haviam saído do poder

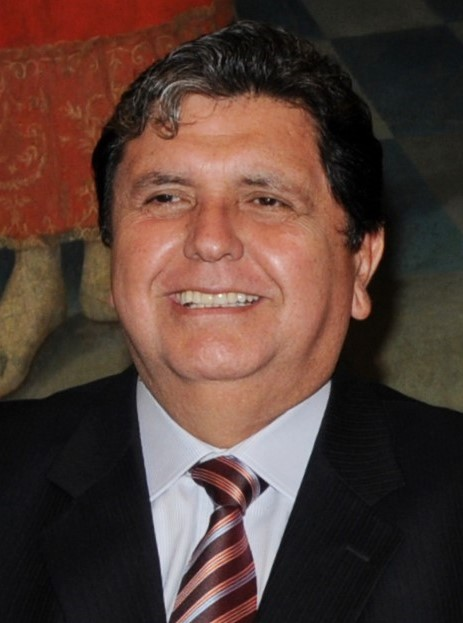
Alan García Perez foi Presidente do Peru entre 1985 e 1990 e 2006 e 2011. Atirou na própria cabeça em 17 de abril de 2019 após ser condenado por corrupção e envolvimento no caso Odebrecht.

- 525 a.C - Psamético III, ex-faraó do Egito; suspostamente tenha se envenenado após se destronado pelo rei da Pérsia, Cambises II.
- 310 - Maximiano, ex-imperador romano; enforcou-se com fracasso da rebelião contra Constantino.
- 1839 - Bhimsen Thapa, ex-primeiro-ministro do Nepal; cortou a própria garganta com um kukri.[26]
- 1847 - Juan Larrea, ex-membro da Primeira Junta Argentina; tirou sua vida após falir financeiramente.[27]
- 1858 - Anson Jones; ex-presidente da República do Texas; atirou em si mesmo por questões políticas.[28]
- 1891 - Jose Manuel Balmaceda; ex-presidente do Chile; atirou em si mesmo durante a guerra civil de 1891.[29]
- 1926 - Nikolay Chkheidze; ex-presidente da Geórgia; tirou sua vida após uma longa depressão causada pela conquista bolchevique da Geórgia.[30]
- 1937 - Iosif Adamovich, ex-presidente do Conselho Popular da Bielorrússia; atirou em si mesmo após ser preso e levado a Moscou.[31]
- 1939 - Walery Sławek, ex-primeiro-ministro da Polônia; atirou em si mesmo por motivos políticos.[32][33]
- 1942 - Bolesław Wieniawa-Długoszowski, sucessor presidencial da Polônia; atirou-se de um prédio, embora haja controvérsias sobre isso.[34]
- 1945 - Fumimaro Konoe, ex-primeiro-ministro do Japão; envenenou-se com cianeto após ser condenado por crimes de guerra.[35]
- 1946 - Johannes Vares; ex-primeiro-ministro da Estônia; atirou em si mesmo após a anexação soviética da Estônia.[36]
- 1954 - Omer Nishani, ex-presidente da Assembleia Popular da Albânia; atirou em si mesmo por questões políticas e saúde precária.[37][38]
- 1956 - Tawfik Abu Al-Huda, ex-primeiro-ministro da Jordânia; enforcou-se.[39][40]
- 1975 - Chivu Stoica, ex-presidente do Conselho de Estado da Romênia; atirou em si mesmo após ser expulso do Partido Comunista da Romênia.
- 1977 - Carlos Prío Socarrás, ex-presidente de Cuba; supostamente atirou em si mesmo enquanto estava sendo condenado por assassinato pelo governo cubano.[41]
- 1980 - John McEwen, ex-primeiro-ministro da Austrália; deixou-se morrer de fome devido as fortes dores causadas por dermatite nos pés.[42][43]
- 1983 - Osvaldo Dorticós Torrado, ex-presidente de Cuba; atirou em si mesmo por problemas pessoais.[44]
- 1991 - Hailu Yimenu, ex-primeiro-ministro da Etiópia; tirou sua vida enquanto fugia da Frente Democrática Revolucionária Popular da Etiópia.[20][45]
- 1993 - Zviad Gamsakhurdia, ex-presidente da Geórgia; atirou em si mesmo durante a guerra civil georgiana.[46][47]
- 1993 - Pierre Bérégovoy, ex-primeiro-ministro da França; atirou em si mesmo devido a depressão e por estar sendo investigado.[48]
- 2000 - Mahmoud Al-Zoubi, ex-primeiro-ministro da Síria; atirou em si mesmo após acusações de corrupções.[49]
- 2003 - Carlos Roberto Reina, ex-presidente das Honduras; atirou em si mesmo durante doença incurável.[50]
- 2006 - Milan Babić, ex-presidente da República Sérvia de Krajina; atirou em si mesmo após ser condenado por crimes de guerra.[51]
- 2009 - Roh Moo-hyun, ex-presidente da Coreia do Sul; jogou-se de uma colina após ser condenado por corrupção.[52]
- 2019 - Alan Garcia. ex-presidente do Peru; atirou em si mesmo após ser condenado por corrupção e envolvimento no caso Odebrecht no Peru.